# Русский храм в Казвине
Русский храм в Казвине (иногда по названию местности: церковь Кантора или Кантура, Канторская церковь; перс. Kelisā ye Kantur‎, перс. کلیسای کانتور‎) — храм Русской православной церкви в иранском городе Казвин.
Храм построен в 1905 году для русских инженеров, занимавшихся строительством дороги. Часовня имеет крестообразный план с алтарём, обращённым на восток. Вход окружён двумя стенами, украшенными крестами.
У входа находится трёхэтажная колокольня, увенчанная небольшим куполом. Зал включает часовню и алтарь, а по обе стороны расположены две прямоугольные площадки. Алтарь имеет форму полукруга, перекрытого куполом. На фасаде храма можно увидеть декоративные колонны. В основе его архитектурной планировки лежит неправильный многоугольник, сложенный из красного кирпича. С первого этажа колокольни открывается вид на окружающее поле. 
На мощёном погосте сохранилась могила советского лётчика, погибшего при крушении самолета во время Второй мировой войны. Перед церковью установлен памятник русскому дорожному рабочему.

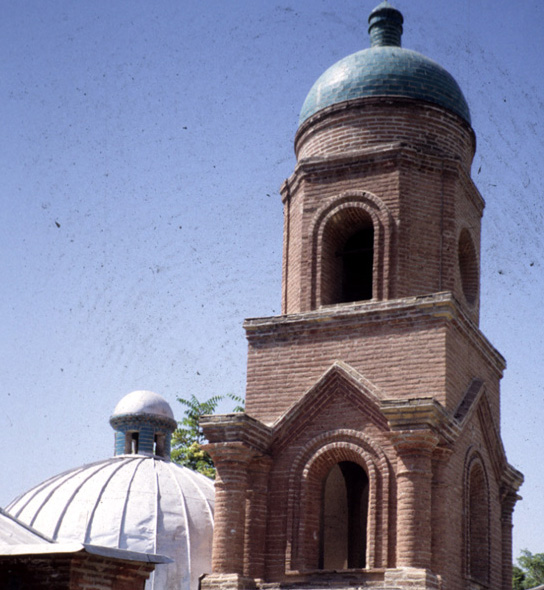
Верхняя часть храма
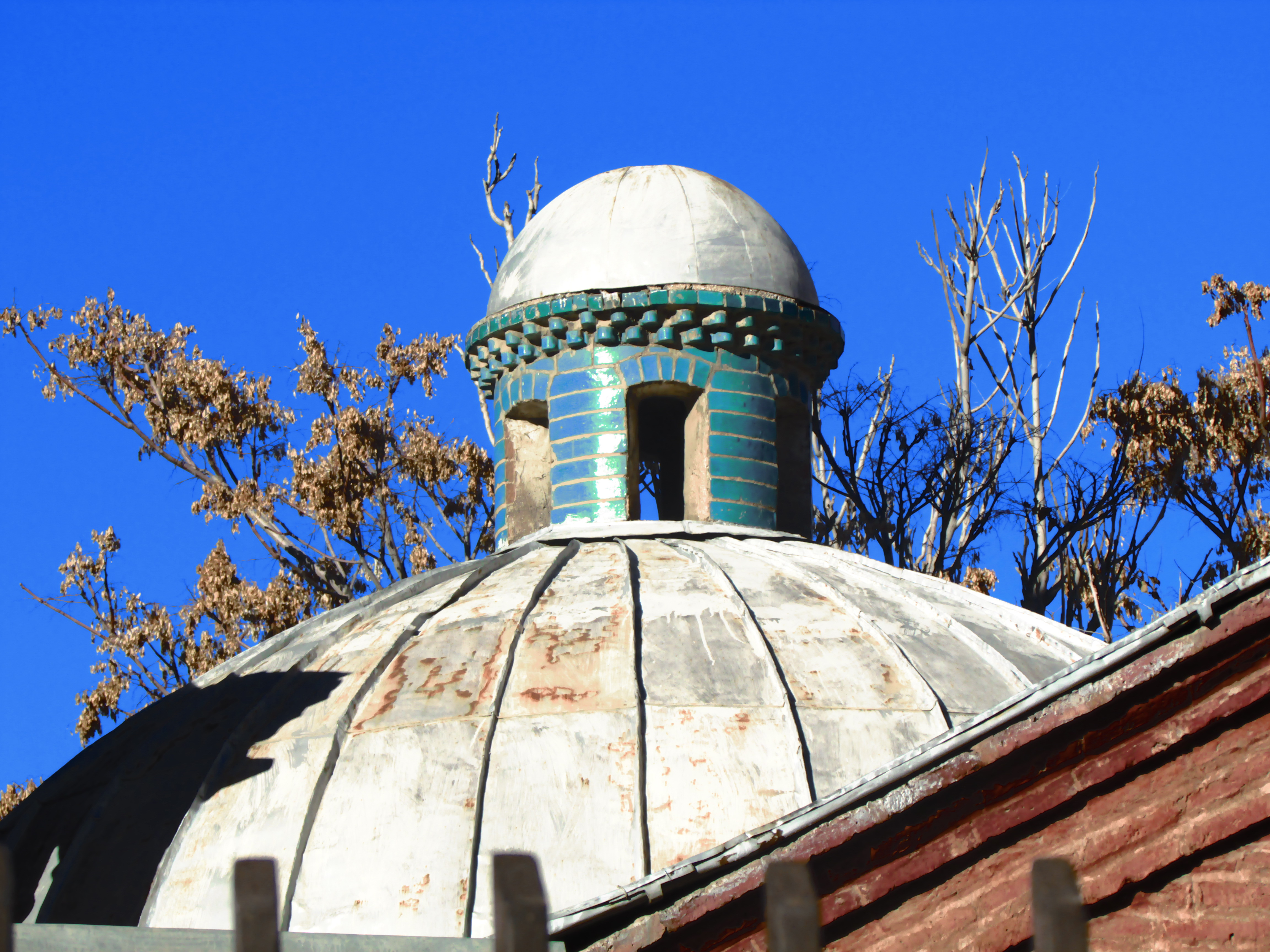
Вид на малый купол